# Liste des épisodes du Saint

Cet article contient une liste des épisodes du Saint, série télévisée britannique. Les saisons 1 à 4 sont en noir et blanc, et les saisons 5 et 6 sont en couleur.

## Première saison (1962)
1. Un mari plein de talent (The Talented Husband)
2. Aventure à Rome (The Latin Touch)
3. Le Terroriste prudent (The Careful Terrorist)
4. Un souvenir de famille (The Covetous Headsman)
5. Un singulier touriste (The Loaded Tourist)
6. Les Perles de la paix (The Pearls of Peace)
7. La Flèche de Dieu (The Arrow of God)
8. L'Élément du doute (The Element of Doubt)
9. La Leçon de voyage (The Golden Journey)
10. Le Pêcheur fatigué (The Effete Angler)
11. L'Homme qui avait de la chance (The Man who Was Lucky)
12. La Comtesse charitable (The Charitable Countess)

## Deuxième saison (1963-1964)
1. Le Compagnon de voyage (The Fellow Traveller)
2. Le Saint en vedette (Starring the Saint)
3. Judith (Judith)
4. Thérésa (Teresa)
5. L'Insaisissable Ellshaw (The Elusive Ellshaw)
6. Marcia (Marcia)
7. L'Œuvre d'art (The Work of Art)
8. Iris (Iris)
9. Le Roi des mendiants (The King of the Beggars)
10. Les Diamants bruts (The Rough Diamonds)
11. Le Saint joue avec le feu (The Saint Plays with Fire)
12. Corruption (The Well Meaning Mayor)
13. Une paisible distraction (The Sporting Chance)
14. Les Artistes de la fraude (The Bunco Artists)
15. Le Cambriolage (The Benevolent Burglary)
16. On a trouvé du pétrole (The Wonderful War)
17. Un parfait homme du monde (The Noble Sportsman)
18. Une jeune fille romanesque (The Romantic Matron)
19. Luella (Luella)
20. Une ravissante voleuse (The Lawless Lady)
21. Produit de beauté (The Good Medicine)
22. Le Millionnaire invisible (The Invisible Millionaire)
23. Recel de bijoux (The High Fence)
24. Sophia (Sophia)
25. Des femmes si douces (The Gentle Ladies)
26. Une épouse modèle (The Ever-Loving Spouse)
27. Jusqu'au bout (The Saint Sees it Through)

## Troisième saison (1964-1965)
1. Le Thé miracle (The Miracle Tea Party)
2. Lida (Lida)
3. Les Perles de madame Chen (Jeannine Roger)
4. Le Scorpion (The Scorpion)
5. Révolution (The Revolution Racket)
6. Le Procédé G (The Saint Steps In)
7. Charmante Famille (The Loving Brothers)
8. L'Homme qui aimait les jouets (The Man Who Liked Toys)
9. Peine de mort (The Death Penalty)
10. Le Ministre imprudent (The Imprudent Politician)
11. Vol à main armée (The Hi-Jackers)
12. Philanthropie (The Unkind Philanthropist)
13. La Demoiselle en détresse (The Damsel in Distress)
14. Le Contrat (The Contract)
15. Le Fourgon postal (The Set Up)
16. Le Rapide du Rhin (The Rhine Maiden)
17. Le Laboratoire secret (The Inescapable Word)
18. Les Griffes du tigre (The Sign of the Claw)
19. La Grenouille d'or (The Golden Frog)
20. L'Auberge du mystère (The Frightened Inn-Keeper)
21. Magie noire (Sibao)
22. Le Crime du siècle (The Crime of the Century)
23. Une belle fin (The Happy Suicide)

## Quatrième saison (1965)
1. Sabotage (The Chequered Flag)
2. Voyage à Paris (The Abductors)
3. Le Champion (The Crooked Ring)
4. Un bon détective (The Smart Detective)
5. Les Trois madame Oddington (The Persistent Parasites)
6. L'Homme qui défie la mort (The Man Who Could Not Die)
7. Les Coupeurs de diamants (The Saint Bids Diamonds)
8. Les Bijoux de doña Luisa (The Spanish Cow)
9. Le Trésor (The Old Treasure Story)

## Cinquième saison (1966-1967)
1. Les Bijoux de la reine (The Queen's Ransom)
2. Intermède à Venise (Interlude in Venice)
3. Conférence à Genève (The Russian Prisoner)
4. La Révolution (The Reluctant Revolution)
5. Le Trésor du pirate (The Helpful Pirate)
6. Un drôle de monstre (The Convenient Monster)
7. Le Diamant (The Angel's Eye)
8. La Fête romaine (The Man Who Liked Lions)
9. Le Meilleur Piège (The Better Mouse Trap)
10. La Petite Fille perdue (Little Girl Lost)
11. Ultra-secret (Paper Chase)
12. Le Fugitif (Locate and Destroy)
13. Plan de vol (Flight Plan)
14. La Route de l'évasion (Escape Route)
15. Tentative de meurtre (The Persistent Patriots)
16. Les Championnes (The Fast Women)
17. Le Jeu de la mort (The Death Game)
18. Les Amateurs d'art (The Art Collectors)
19. Annette (To Kill a Saint)
20. Les Faux-monnayeurs (The Counterfeit Countess)
21. Dalila a disparu (Simon and Delilah)
22. Le Trésor mystérieux (Island of Chance)
23. Pièges en tous genres (The Gadget Lovers)
24. Copies conformes (A Double in Diamonds)
25. Un vieil ami (The Power Artists)
26. Qui est le traître ? (When Spring is Sprung)
27. Antiquités (The Gadic Collection)

## Sixième saison (1968-1969)
1. Le Noyé (The Best Laid Schemes)
2. La Pièce d'or (Invitation to Danger)
3. L'Héritage (Legacy for the Saint)
4. Un diplomate a disparu (The Desperate Diplomat)
5. Les Mercenaires (The Organisation Man)
6. Le Sosie (The Double Take)
7. La Vengeance (The Time to Die)
8. Chinoiseries (The Master Plan)
9. Le Rocher du dragon (The House on Dragon's Rock)
10. Mort naturelle (The Scales of Justice)
11. Double Méprise - 1re partie (The Fiction Makers - Part 1)
12. Double Méprise - 2e partie (The Fiction Makers - Part 2)
13. Les Immigrants (The People Importers)
14. L'argent ne fait pas le bonheur (Where The Money Is)
15. Vendetta pour le Saint - 1re partie (Vendetta for the Saint - Part 1)
16. Vendetta pour le Saint - 2e partie (Vendetta for the Saint - Part 2)
17. Le Roi (The Ex-King of Diamonds)
18. Le Génie (The Man who Gambled with Life)
19. Le Portrait de Brenda (Portrait of Brenda)
20. Les Rivaux (The World Beater)

## Deux téléfilms (1967-1969)
- Téléfilm 1 : 1967 Le Saint : les Créateurs de fictions ou Double Méprise
- Téléfilm 2 : 1969 Vendetta pour le Saint

Le Saint : les Créateurs de fictions ou Double Méprise et Vendetta pour le Saint ont été ajoutés (version montage cinéma) dans le coffret de l'intégrale de la série éditée chez TF1 VIDEO le 1er octobre 2015.